# Vöhrenbach
Vöhrenbach település Németországban, azon belül Baden-Württembergben. Lakosainak száma 3709 fő (2023. december 31.). Vöhrenbach Villingen-Schwenningen községgel határos.

## Népesség
A település népessége az elmúlt években az alábbi módon változott:
| Lakosok száma | 4430 | 3825 | 3853 | 3715 | 3698 | 3709 |
|               | 1975 | 2017 | 2019 | 2021 | 2022 | 2023 |